# Kannibal
Pour plus de détails, voir Fiche technique et Distribution.
Kannibal est un film d'horreur britannique réalisé par Richard Driscoll et sorti directement en vidéo en 2001.

## Synopsis
La vengeance sanglante d'un homme, médecin légiste respectable à Scotland Yard le jour, redoutable assassin la nuit, qui cherche à se venger de ceux qu'il juge responsable de la mort de sa femme et de son enfant.

## Fiche technique
- Titre : Kannibal
- Réalisation : Richard Driscoll
- Scénario : Richard Driscoll
- Production : Bill Alexander, Richard Driscoll,
- Sociétés de production : Metropolis Pictures, Antartic Films
- Photographie : Peter Thorton
- Pays d'origine : Grande-Bretagne
- Genre : Horreur, thriller
- Durée : 75 minutes
- Date de sortie : 2001

## Distribution
- Richard Driscoll (alias Steven Craine): Anthony Quinn
- Linnea Quigley : Georgina Thereshkova
- Lucien Morgan : Inspecteur Lewis Reed
- Vass Anderson : Wallace White
- Eileen Daly : Tanya Sloveig
- Chris Power : Lawrence Tanner
- Arthur Kohn : Emmet Burke
- Steve Evans : Sgt. Webber